# Rafał Len
Rafał Len (ur. 5 marca 1909 w Warszawie, zm. 1943) – polski prozaik, publicysta i adwokat pochodzenia żydowskiego.

## Życiorys
Był synem Izraela Mordki Lichtensztejna, nauczyciela oraz działacza partii Bund oraz Gitli (Gustawy) z domu Opatowskiej, nauczycielki. W 1914 wraz z rodzicami zamieszkał w Łodzi, gdzie od 1916 uczył się w Wyższej Szkole Zgromadzenia Kupców. W 1923 podjął naukę w V klasie Męskiego Gimnazjum Miejskiego im. J. Piłsudskiego, gdzie w 1927 zdał maturę. W tym samym roku rozpoczął studia polonistyczne na Uniwersytecie Warszawskim, w 1928 przenosząc się na Wydział Prawa i Administracji Uniwersytetu Jagiellońskego, gdzie studiował przez 2 lata. W 1930, powrócił na UW, gdzie w 1932 ukończył studia prawnicze.
Był członkiem łódzkiej grupy poetyckiej „Meteor”, powiązanej z dodatkiem literackim „Głosu Porannego”, z którym współpracował w latach 1930–1933, i na którego łamach debiutował opowiadaniem pt. „Fotografia” w 1930 roku. W latach 1931–1932 był pracownikiem redakcji pisma „Prądy”, będącego organem Łódzkiego Klubu Literackiego, ponadto pośredniczył między KL a KPP. W 1932 zamieszkał w Teodorach k. Łasku. W okresie od 1933 do 1935 odbywał aplikację adwokacką w kancelarii Kazimierza Hartmana w Łodzi. Publikował liczne opowiadania, artykuły oraz recenzje w czasopismach „Lewar” (1934–1935), „Lewy Tor” (1935–1936), „Oblicze Dnia” (1936), „Albo-albo” (1938) i „Sygnały” (1938). Po wybuchu II wojny światowej przedostał się to Lwowa i w nim pozostał po zajęciu miasta przez Związek Radziecki. Po rozpoczęciu okupacji niemieckiej miasta, trafił to getta lwowskiego. Zginął zamordowany przez Niemców w 1943 w getcie we Lwowie lub w Bełżcu.

## Publikacje
- Młodość za kratą. Warszawa: Wydawnictwo Współczesne 1934 (opowiadania)
- Śmierć z XX okręgu. Warszawa: Dom Książki Polskiej 1935 (opowiadania)
- Ludzie na schodach. Warszawa: M. Fruchtman 1938 (powieść)[1]